# Хирсешть (Біхор)
Хирсешть, Хирсешті (рум. Hârsești) — село у повіті Біхор в Румунії. Входить до складу комуни Кимпань.
Село розташоване на відстані 364 км на північний захід від Бухареста, 74 км на південний схід від Ораді, 87 км на захід від Клуж-Напоки, 130 км на північний схід від Тімішоари.

## Населення
За даними перепису населення 2002 року у селі проживали 369 осіб, усі — румуни. Усі жителі села рідною мовою назвали румунську.